# Lichtenberg (Mittelsachsen)
Lichtenberg é um município da Alemanha, situado no distrito de  Mittelsachsen, no estado da Saxônia. Tem 33,17 km² de área, e sua população em 2019 foi estimada em 2.692 habitantes.